# Hloubnice

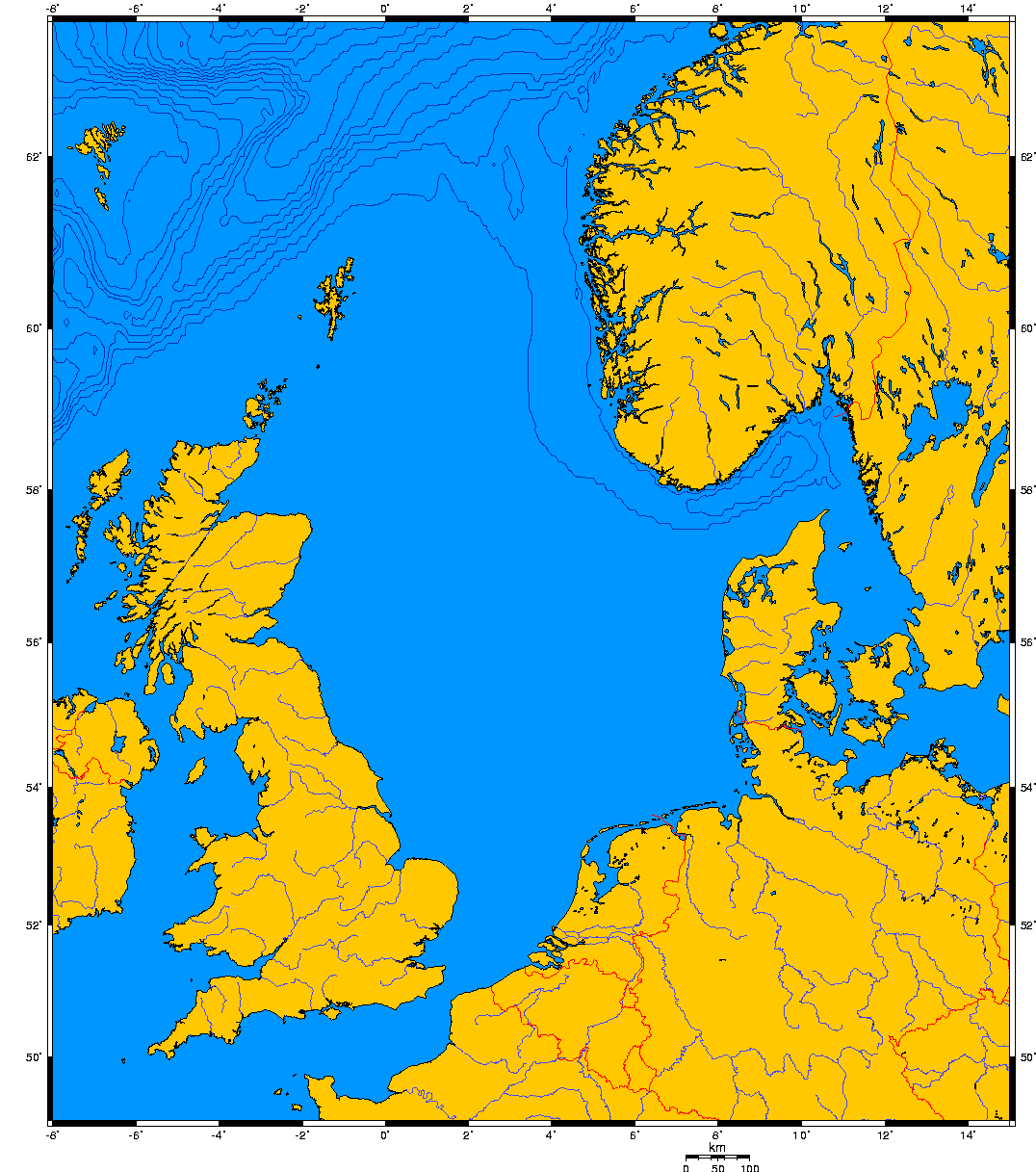
Mapa Severního moře
s hloubnicemi v odstupu 200 metrů

Hloubnice neboli izobata je čára, která na mapě či v terénu spojuje body se stejnou, předem určenou hloubkou od vodní hladiny. Hloubnice také může označovat údolnici pod vodní hladinou.